# Macrodasys cunctatus
Macrodasys cunctatus is een buikharige uit de familie Macrodasyidae. Het dier komt uit het geslacht Macrodasys. Macrodasys cunctatus werd in 1957 voor het eerst wetenschappelijk beschreven door Wieser. 